# Tre Lejon
Tre Lejon är en svensk film från 1925 i regi av Carl Barcklind. 

## Om filmen
Filmen beställdes av Kooperativa Förbundet. Stockholm. Filmen spelades av Carl Hilmers

## Roller
- Edit Rolf - fru Pihlbom
- Georg af Klercker - herr Pihlbom
- Carl Barcklind - farbror Calle
- Märta Ottoson - Ester